# TUE Série 1000 (Metrô do Rio de Janeiro)
O Trem Série 1000 (Metrô do Rio de Janeiro) é um trem-unidade elétrico fabricado entre 1977 e 1984 por um consórcio liderado pela empresa Mafersa e fornecido para a Companhia do Metropolitano do Rio de Janeiro. Dos 280 carros planejados, apenas 146 foram construídos. Dezoito anos depois a Alstom (sucessora da Mafersa) fabricou mais 36 carros levemente modificados para ampliar a frota. Atualmente prestam serviços nas Linhas 1 e 2 do Metrô do Rio de Janeiro.

## Projeto e fabricação

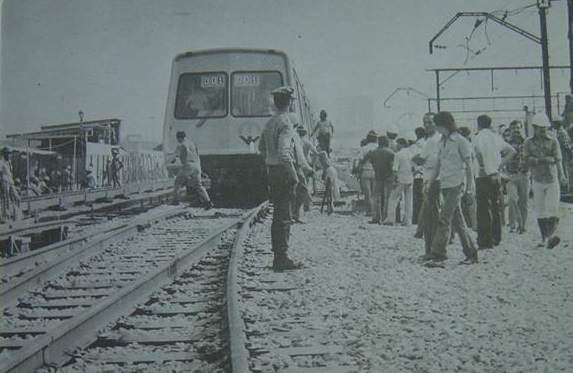
Entrega do primeiro carro do Metrô do Rio de Janeiro.

Em abril de 1975 a Companhia do Metropolitano do Rio de Janeiro lançou a concorrência para a aquisição de 186 carros para a operação do Metrô do Rio de Janeiro. Apresentaram-se para a concorrência três consórcios:
| Consórcio                           | Fabricante             | Equipamentos Fornecidos |
| ----------------------------------- | ---------------------- | ----------------------- |
| Metrocarro-Rio                      | Budd                   | Equipamentos mecânicos  |
| Metrocarro-Rio                      | Mafersa                | Equipamentos mecânicos  |
| Metrocarro-Rio                      | Villares               | Equipamentos mecânicos  |
| Metrocarro-Rio                      | Westinghouse           | Equipamentos elétricos  |
| Emafer                              |                        |                         |
| Mitsui                              | Equipamentos mecânicos |                         |
| Nippon Sharyo                       | Equipamentos mecânicos |                         |
| Hitachi                             | Equipamentos elétricos |                         |
| Emafer                              | Montagem               |                         |
| Consórcio Construtor de Trens-Metrô | Francorail-MTE         | Equipamentos mecânicos  |
| Consórcio Construtor de Trens-Metrô | Cobrasma               | Equipamentos mecânicos  |
| Consórcio Construtor de Trens-Metrô | Brown Boveri & Cie.    | Equipamentos elétricos  |

O consórcio Metrocarro (responsável por fornecer a Frota 108/198 do Metrô de São Paulo) foi selecionado pela Companhia do Metropolitano do Rio de Janeiro em 1975. Posteriormente o contrato foi ampliado para 210 carros. O contrato 17/25 para o fornecimento de 35 trens de 6 carros (210 carros) foi assinado em 26 de setembro de 1975 pelo governador Faria Lima e pelo Ministro do Planejamento Reis Velloso. O valor do contrato, de Cr$ 1 bilhão 370 milhões, foi financiado por uma linha do Finame fornecida pelo Banco de Desenvolvimento e Investimento da Companhia Progresso do Estado da Guanabara S/A (Copeg S/A) e Banco do Estado da Guanabara (BEG) -mais tarde incorporados ao Banerj. Parte do contrato, envolvendo equipamentos fabricados nos Estados Unidos, envolveu financiamento junto ao Eximbank, com amortização de 108 meses após a entrega dos equipamentos.
O cronograma contratual estabelecido previa que o trem-protótipo fosse entregue em setembro de 1977, enquanto que os primeiros trens-unidade de série seriam entregues em abril de 1978. Até 1979 40 carros deveriam ser entregues. Posteriormente o contrato foi aditado e mais 70 carros foram encomendados, perfazendo 35 composições de 8 carros (280 carros). O primeiro carro do trem protótipo foi entregue pela Mafersa, com quase quatro meses de atraso, em 30 de janeiro de 1978.
Em 1979 a Mafersa fez a primeira reclamação à Companhia do Metropolitano sobre atrasos nos pagamentos. Foi o início de um problema que se arrastou até a falência da Mafersa em 1997. Para a inauguração do metrô seriam necessários 36 carros. Atrasos nos pagamentos fizeram com que apenas 17 fossem entregues até a inauguração.
As entregas seguiram de forma irregular até serem interrompidas em 1984, com 146 carros entregues, 36 parados na fábrica da Mafersa em São Paulo aguardando pagamento para serem concluídos e 20 pedidos mas nunca construídos e 78 nunca construídos.
| Ano   | Carros entregues |
| ----- | ---------------- |
| 1978  | 14               |
| 1979  | 64               |
| 1980  | 13               |
| 1981  | 13               |
| 1982  | 10               |
| 1983  | 10               |
| 1984  | 22               |
| Total | 146 carros       |

## Operação

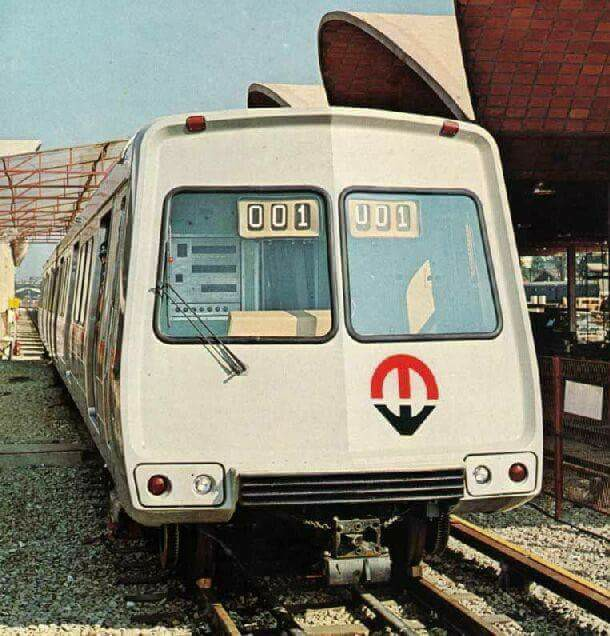
O primeiro trem entregue para a operação em 1979.

As operações da Série 1000 iniciaram-se em 1979 com a inauguração do metrô.  Com a crise econômica causada pelo alto endividamento da Companhia do Metropolitano (a dívida externa do metrô alcançava quase 1 bilhão de dólares em 1982), à partir de 1982 começaram a ser relatados problemas técnicos nos trens.   
, agravados pela falta de frota (que impedia até mesmo o metrô de operar regularmente aos domingos-algo que só ocorreu à partir de 1998).
Apesar do Ministro dos Transportes Cloraldino Severo garantir a aquisição de mais trens, o número adquirido foi insuficiente frente ao contrato inicial. Com o agravamento da dívida do metrô e a eleição de Leonel Brizola, o metrô passa a receber cada vez menos investimentos federais e estaduais (numa queda de braço entre Brizola e Sarney que não queriam gerir o metrô) e a frota de 23 trens em 1984 passa para 10 trens em 1986. Na gestão estadual seguinte Moreira Franco pleiteou verbas do BNDES para recuperar 58 carros parados, porém decidiu usar os recursos para retomar as obras de expansão do metrô. Com a insuficiência de recursos, a expansão foi paralisada e os 58 carros começaram a ser recuperados apenas em 1997.
Após denúncia do Sindicato dos Metroviários que as pastilhas de freio dos trens eram constituídas de amianto (material cancerígeno) e haviam contaminado um empregado do metrô, a Cia. do Metropolitano substituiu as mesmas em 1988 por outras de um material metálico isento de amianto.

## TUE Série 2000
Entre 1984 e 1985 a Mafersa construiu 36 carros para o metrô do Rio de Janeiro, sendo parte do lote original de 280 carros encomendados em 1975. Após a Companhia do Metropolitano do Rio de Janeiro atrasar e não realizar sucessivos pagamentos entre 1979 e 1985, a Mafersa resolveu suspender a entrega das encomendas. Dessa forma, ficaram armazenadas na fábrica da empresa em São Paulo 36 carros de metrô semi-construídos.
Com a privatização e consequente falência da Mafersa, a empresa francesa Alstom adquiriu as instalações da empresa e os 36 carros.
Apesar da expectativa de receber 270 carros, a Alstom retomou apenas os 36 carros cuja construção encontrava-se paralisada desde 1985, sendo toda a frota entregue em 1998.

### Carros entregues
| Ano   | Quantidade |
| ----- | ---------- |
| 1997  | 8          |
| 1998  | 28         |
| Total | 36         |